# Anastassia Azanova
Anastassia Valerievna Azanova (en russe : Анастасия Валерьевна Азанова) (née Iaryguina le 4 janvier 1991 à Toula) est une joueuse de volley-ball russe. Elle mesure 1,87 m et joue au poste d’attaquante. 

## Clubs
| Club                     | De        | À         |
| ------------------------ | --------- | --------- |
| VK Toulitsa Toula        | 2005-2006 | 2008-2009 |
| VK Tioumen               | 2009-2010 | 2011-2012 |
| Khara Morin              | 2012-2013 | 2013-2014 |
| JVK Sakhaline            | 2014-2015 | 2014-2015 |
| Sparta Nijni Novgorod    | 2015-2016 | 2016-2017 |
| Irtych-Kazkhrom          | 2017-2018 | 2017-2018 |
| Sparta Nijni Novgorod    | 2018-2019 | 2018-2019 |
| JVK Ienisseï Krasnoïarsk | 2019-2020 | 2019-2020 |
| VK Toulitsa Toula        | 2020-2021 | …         |